# Marsdenia rzedowskiana
Marsdenia rzedowskiana là một loài thực vật có hoa trong họ La bố ma. Loài này được Juárez-Jaimes & W.D. Stevens mô tả khoa học đầu tiên năm 1995.